# Lecanodiaspis tapirirae
Lecanodiaspis tapirirae är en insektsart som först beskrevs av Ferris och Kelly 1923.  Lecanodiaspis tapirirae ingår i släktet Lecanodiaspis och familjen Lecanodiaspididae. Inga underarter finns listade i Catalogue of Life.